# Court House

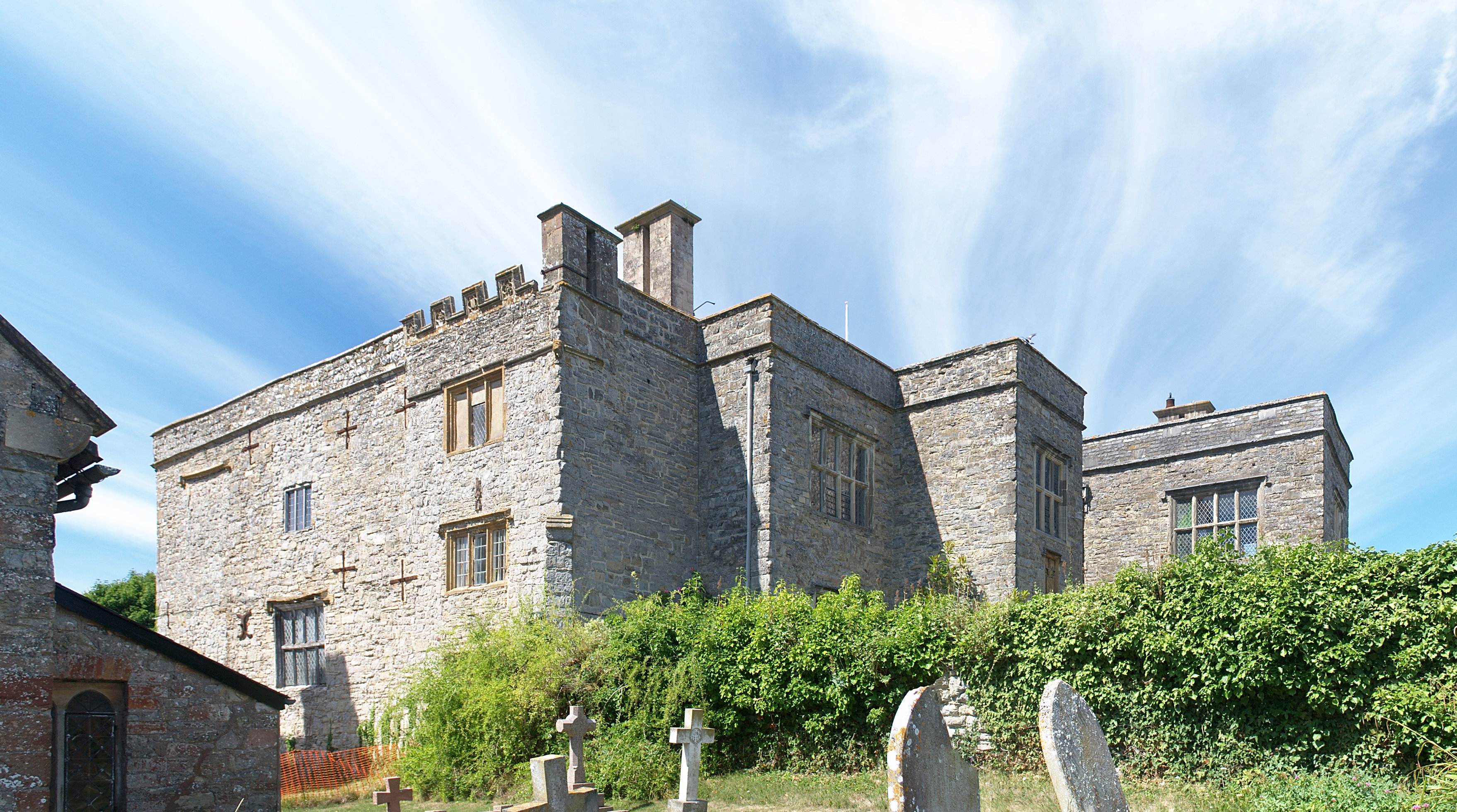
Court House in East Quantoxhead

Das Court House ist ein Herrenhaus im Dorf East Quantoxhead im Westen der englischen Grafschaft Somerset. Das Gebäude mit einem mittelalterlichen Turm und anderen Teilen aus dem 17. Jahrhundert ist von English Heritage als historisches Gebäude I. Grades gelistet.
Die Grundherrschaft gehörte der Familie Luttrell, die auch Dunster Castle besaßen, seit sie sie 1070 erhalten hatten. Vom mittelalterlichen Herrenhaus, das um 1400 als Ersatz für ein Haus von 1273 errichtet wurde, ist nur der Turm bis heute erhalten. Den größten Teil des heutigen Gebäudes ließen George Luttrell und seine zweite Gattin Silvestra Capps in den 1620er-Jahren dazubauen. Bis ins 20. Jahrhundert diente das Herrenhaus dann als Bauernhof und dann wieder als Wohnung für die letzten Nachkommen der Luttrells.
Im Haus finden sich eine Haupthalle mit Galerie und ein großer Küchentrakt. Die Innenräume sind für ihre Stuckfriese bekannt. Um das Herrenhaus gibt es 2 Hektar große Gärten, die ihrerseits von 1,2 Hektar lichtem Wald umgeben sind.

## Geschichte
Seit 1070 gehörte die Grundherrschaft von East Quantoxhead viele Generationen lang den Luttrells, die auch Dunster Castle besaßen.
Das erste Herrenhaus wurde 1273 errichtet. Im späten 14. oder frühen 15. Jahrhundert wurde es durch ein neueres Haus ersetzt, von dem heute nur noch der vierstöckige Turm mit Zinnen erhalten ist. Der Rest des heutigen Gebäudes wurde im 17. Jahrhundert errichtet.
Als George Luttrell Dunster Castle erbte, war diese Burg verfallen und so zog es die Familie vor im Courthouse zu wohnen. In den 1620er-Jahren starb George Luttrells erste Gattin und Mutter seiner zwölf Kinder. Er heiratete Silvestra Capps, die ihn dazu überredete, das existierende Gebäude durch Anbau eines Flügels im Südwesten und einer neuen Vorhalle erweitern zu lassen. Die An- und Umbauten, mach denen das Haus im Wesentlichen seine heutige Form erreicht hatte, waren 1628 abgeschlossen. Nach dem Tod von Silvestra Capps 1655 wurde das Haus als Bauernhof verpachtet und es entstanden in den folgenden Jahrhunderten auch einige kleinere Schäden durch die Nutzung als Getreidespeicher. Die einzige bauliche Veränderung war der Einbau eines großen Scheunentores zur Beschickung und Entleerung des Getreidespeichers. In den 1860er-Jahren hielt man vierteljährliche Gerichtsverfahren (engl.: quarter sessions) im Haus ab; daher stammt der Name „Courthouse“ (dt.: Gerichtsgebäude), den es seither trug.
Im 20. Jahrhundert wurde das Haus wieder als Wohnhaus genutzt. Dort wohnten Lieutenant Colonel G. W. Luttrell und seine Gattin. In den Jahren 2011 und 2012 wurden Reparaturen am Mauerwerk durchgeführt und das Dach neu eingedeckt.

## Architektur

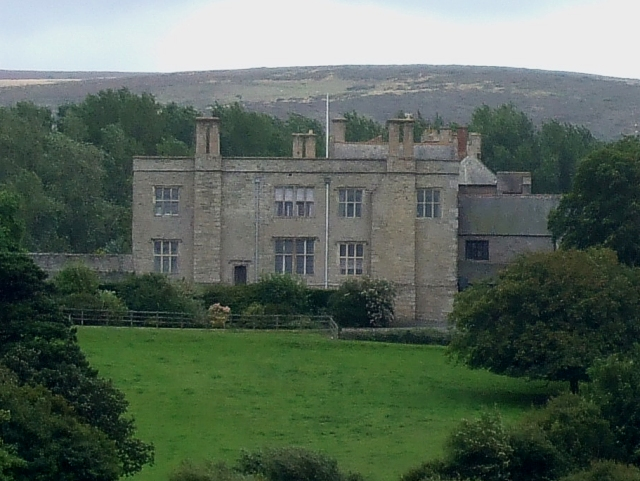
Frontfassade

Das zweistöckige Haus ist um einen Innenhof herum errichtet. Die Front ist in jakobinischem Stil gehalten; der Haupteingang wird durch eine zweistöckige Vorhalle vermittelt. Die Haupthalle besitzt eine Galerie im Obergeschoss, die man über eine Eichentreppe im Tudorstil erreicht. Die Küche hat zwei Feuerstellen, von denen eine 3,8 Meter breit ist und zum Rösten einer ganzen Kuh verwendet werden konnte. Die äußere Küche diente der Herstellung von Apfelwein und enthielt eine große Apfelpresse. Ein kleiner Raum neben den Küchen wurde als Haftzelle für Betrunkene genutzt, die auf ihr Gerichtsurteil warteten.
Unten im Turm findet sich ein Hof für Hahnenkämpfe. Weitere „sportliche“ Erinnerungsstücke sind Fassdauben aus Eichenholz, die man zum „Gleiten“ für den Fang von Conger-Aalen mit Hunden am nahegelegenen Strand von Kilve nutzte.
Das Innere des Hauses ist für seine Stuckfriese bekannt. In der Halle trägt die Einfassung des offenen Kamins aus dem Jahre 1629 das Wappen der Luttrells, auf beiden Seiten flankiert von Soldaten. Es wurde von zwei flämischen Arbeitern geschaffen, die George Luttrell angestellt hatte. Sie und ihre Nachkommen blieben im Westen Somersets und ihnen werden Stuckarbeiten in allen großen Häusern in der Gegend zugeschrieben, z. B. im Court House und auf Dunster Castle. In den meisten Räumen des Hauses sind in den Friesen biblische Szenen dargestellt. Im Salon findet sich eine Darstellung von Christus mit den Kindern, im nördlichen Schlafzimmer der Einzug Christi nach Jerusalem und in einem weiteren Raum die Abnahme Christi vom Kreuz. Die Szenen stammen aus dem Buch Vita, Passio, et Resurrection Jesu Christi, das 1566 in Antwerpen veröffentlicht wurde.

## Gärten

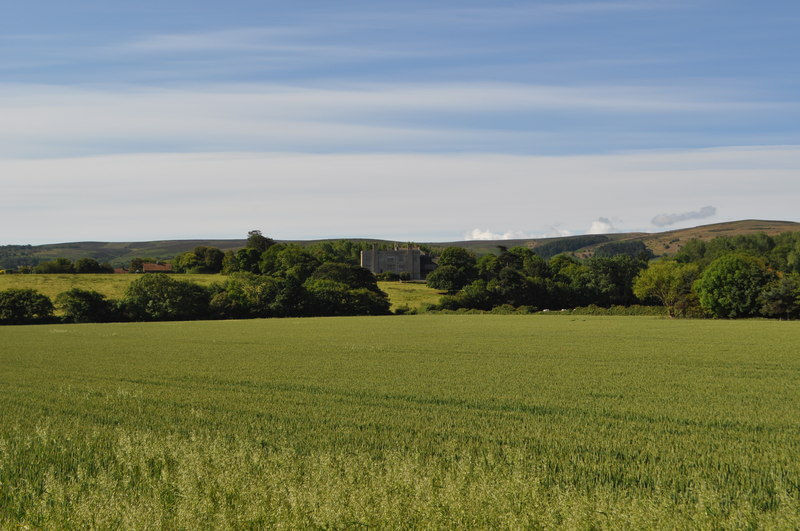
Der Park um das Haus

Die Gärten bedecken eine Fläche von zwei Hektar und sind von 1,2 Hektar lichten Waldes umgeben. Die heutigen Gärten wurden in den 1950er-Jahren angelegt. Man nutzte saure Erde zur Schaffung eine cornischen Gartens mit Kamelien, Rhododendren, Magnolien, blassblütigen Hortensien, Kräuterbeeteinfassungen und einem traditionellen Küchengarten.